# Oxbow, North Dakota
Oxbow är en ort i Cass County i North Dakota. Vid 2010 års folkräkning hade Oxbow 305 invånare.